# The Unlawful Trade
The Unlawful Trade est un film muet américain réalisé par Allan Dwan et sorti en 1914.

## Fiche technique
- Réalisation : Allan Dwan
- Scénario : Allan Dwan, George Cooper
- Pays de production :  États-Unis
- Genre : Film dramatique
- Durée : 20 minutes
- Date de sortie : 
  - États-Unis : 14 mai 1914

## Distribution
- Pauline Bush : Amy Tate
- William Lloyd : le vieux Tate
- George Cooper : le jeune Tate
- William C. Dowlan : Neut Haigh
- Murdock MacQuarrie
- Lon Chaney